# Gumpang (Kartasura)
Gumpang is een bestuurslaag in het regentschap Sukoharjo van de provincie Midden-Java, Indonesië. Gumpang telt 11.726 inwoners (volkstelling 2010).